# Galgo español
El galgo español es una raza de perro española perteneciente a la familia de los lebreles. Originalmente, esta raza fue creada para la caza, sobre todo de liebres, conejos, zorros y jabalíes, pero actualmente se emplea como animal de compañía y para las carreras de galgos. 
Desafortunadamente, debido al abandono de muchos de ellos, las carreras de galgos se consideran un acto de crueldad hacia los animales y están prohibidas en varias comunidades autónomas españolas. Asimismo, muchas organizaciones dedicadas a la protección de animales realizan campañas para la adopción de galgos abandonados.

## Apariencia
Tiene un físico ligero y estilizado, con patas largas y pecho voluminoso, que le permite alcanzar grandes velocidades. La altura a la cruz suele ser 62-70 cm en los machos y de 60-68 cm en las hembras. La capa típica es de pelo corto, liso y muy fino. Pero existe también la variedad de pelo duro, que presenta pelo áspero y largo, repartido homogéneamente por el cuerpo, con, bigotes y tupé. Los colores más típicos son: barcino o atigrado, negro, barquillo, tostado, canela, amarillo, rojo, blanco, berrendo o pío.

## Historia
Suele hablarse del parecido entre el galgo y las representaciones caninas del arte egipcio; el galgo probablemente tiene sus principales ancestros en los perros faraónicos egipcios, igual que el podenco. Es probable además que el Vertades romano sea otro de sus antepasados. Lo cierto es que las primeras referencias escritas del galgo ibérico se hallan en el tratado romano del siglo II a. C. Cynegeticus de Arriano de Nicodemia, quien fue cónsul de la Bética. 

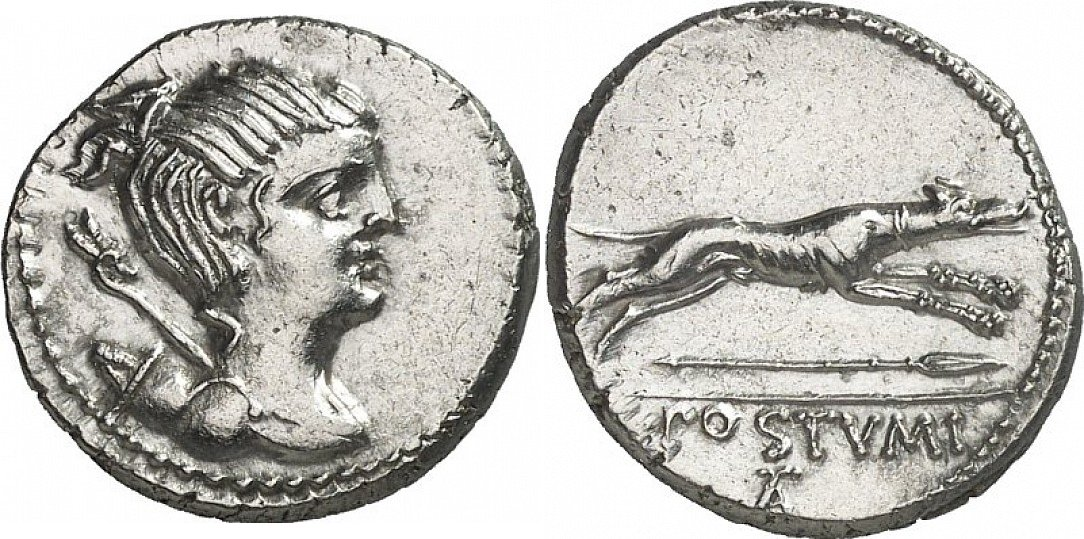
Denario romano en el que podemos ver representado un perro tipo galgo

El autor, desde su experiencia personal en Hispania, describe la caza de la liebre con galgos de manera prácticamente idéntica a como se hace en la actualidad en España, añadiendo que era una costumbre propia de los hispanos sin distinción de clase social. Además, diferencia entre galgos de pelo liso y pelo duro, variante esta última muy infrecuente en la actualidad en España, aunque muy apreciada en otros países europeos. 
No es fácil precisar qué sucedió con la raza en los primeros siglos de la Edad Media pero el hecho es que sobrevive, haciéndose evidente a partir de cierto momento su florecimiento.
En los siglos IX y X ocurrió la colonización de grandes áreas de León y de Castilla coincidiendo con la Reconquista. Las grandes extensiones de terrenos baldíos y barbechos producen un incremento de las piezas de caza, consolidándose la tradición a las carreras de liebres con galgos, práctica común tanto en los reinos árabes como cristianos.
Nos da constancia del aprecio que el galgo suscitaba en estos años el gran número de leyes que penalizan su hurto o su muerte: Fuero de Salamanca (siglo IX); Fuero de Cuenca; Fuero de Zorita de los Canes; Fueros de Molina de Aragón (siglo XII); Fuero de Usagre (siglo XII). En el Cartulario de Eslonza se encuentra la escritura de una donación de heredad en Villacantol otorgada por el Mayor Gutiérrez en favor de Diego Citid, fechada el 3 de noviembre de 1081, en la que se dice: 
"Urso galgo colore nigro ualente caetum sólidos dae argento";
Hallar este tipo de perro inventariado nos da una idea del alto valor estimativo en que se le tenía.

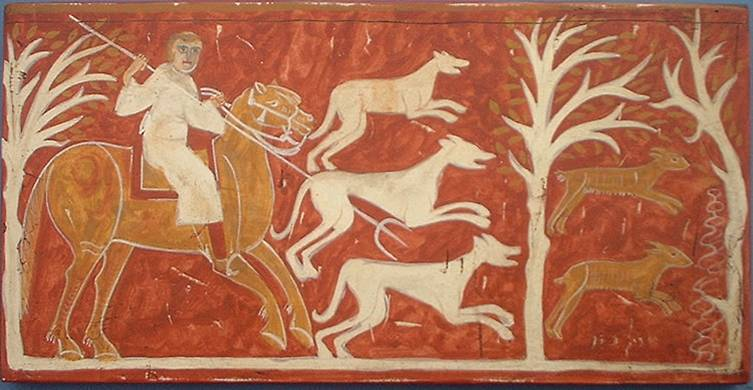
Representación de galgos en la ermita de San Baudelio de Barlanga, Soria

Las  pinturas murales de la ermita de San Baudelio de Berlanga, en Soria, que datan del siglo XII muestran una escena de la caza de la liebre donde aparecen tres galgos con características muy similares a los ejemplares actuales.
En el Renacimiento Martínez del Espinar escribe en su (Arte de Ballestería y Montería): 
"Muchas maneras hay de matar estos animales". (las liebres) "Muchas, diré las que en España usan: correnlas con galgos, que aquí los hay ligerísimos, y así mismo lo son algunas liebres, que se les escapan sin poderlas alcanzar; y no porque corren hoy dejan de volver a sus querencias; antes estas liebres corredoras las continúan, porque tienen conocido el camino de su uida, y por la mayor parte se encaman cerca de alguna senda o camino, orilla de algún soto, monte o ladera, o tierra pedregosa, y así huyen de ellas y de ir cuesta abajo que las alcanzan luego en las laderas y tierra tiesa, parece que vuelan".
El galgo se va forjando en la Meseta Central, extendiéndose por todas aquellas zonas llanas en las que no puede hacerle competencia el sabueso.

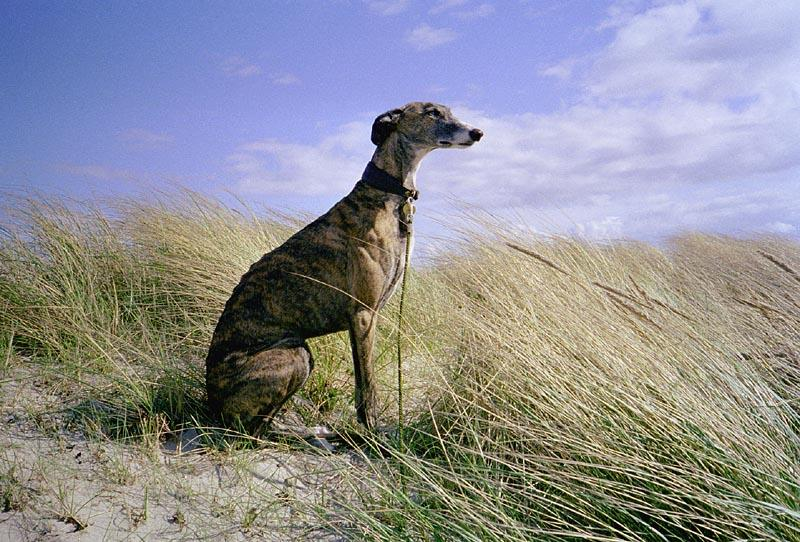
Galgo Español ante su hábitat ibérico.

Hay referencias a los galgos no solo en textos de montería, sino también en expresiones y refranes e incluso en la literatura española, siendo quizá la cita más célebre la contenida en la primera frase de El Quijote: 
"En un lugar de la Mancha, de cuyo nombre no quiero acordarme, no ha mucho tiempo que vivía un hidalgo de los de lanza en astillero, adarga antigua, rocín flaco y galgo corredor."
En España es de uso común la expresión "de casta le viene al galgo (ser rabilargo)" para resaltar que determinadas personas o cosas tienen una determinada característica muy acentuada, y que era de prever porque también la han tenido siempre sus predecesores. Ya Benito Pérez Galdós lo recogió en su novela Amadeo I (1910).

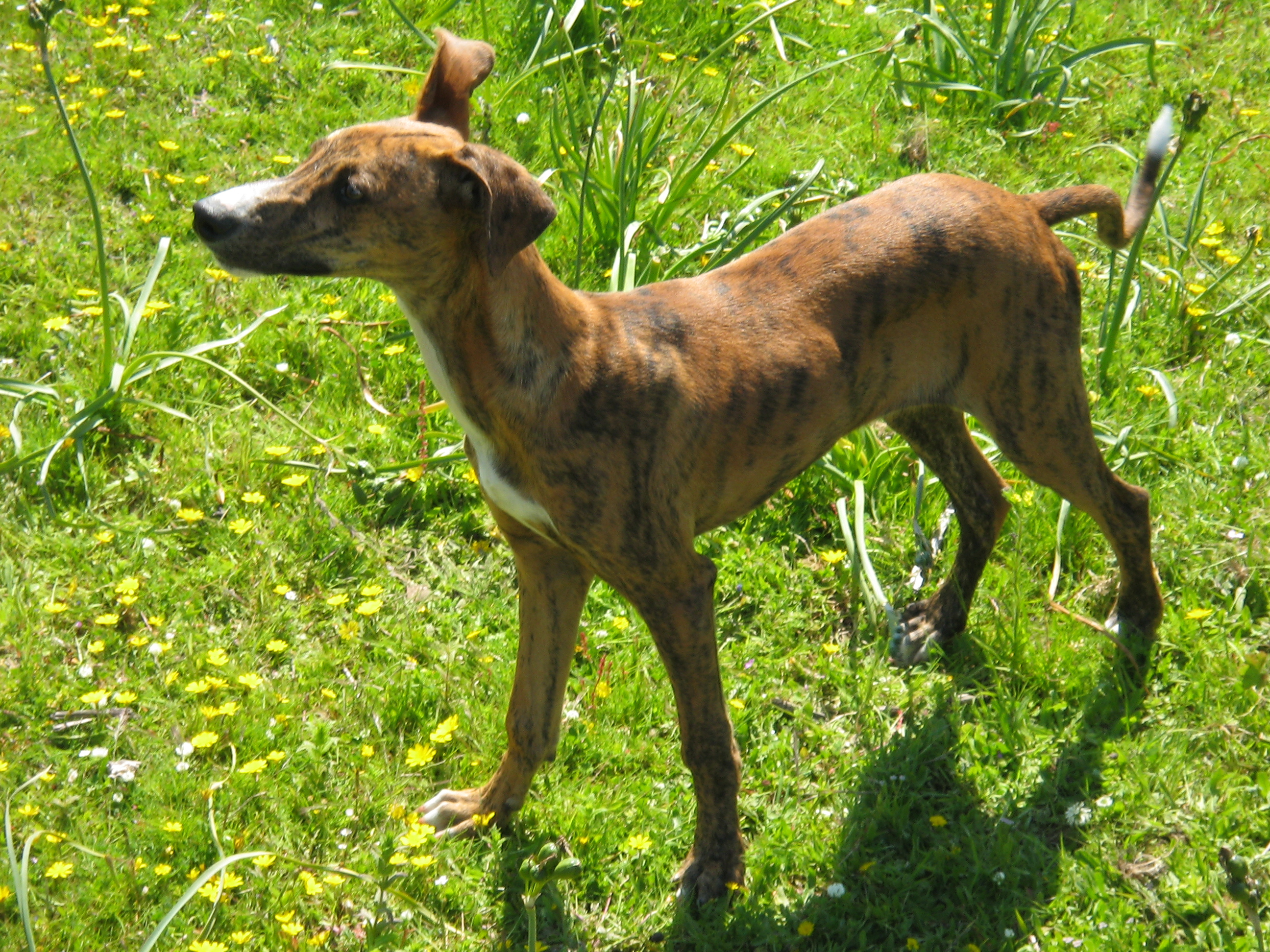
Cachorro de galgo español atigrado o barcino

De igual forma, el refrán "A galgo viejo, echadle liebre, no conejo" sugiere que es oportuno emplear a alguien experimentado en una tarea difícil, y que de paso sus capacidades se verán así premiadas y puestas en práctica.
"Galgo que va tras dos liebres, sin ninguna vuelve" recomienda no dividir esfuerzos, "Más corre el galgo que el mastín; pero si el camino es largo, más corre el mastín que el galgo. No obstante, los dos corren bastante" nos resalta las diferencias entre corredores de fondo y velocistas, sin demérito de sus respectivas naturalezas, y así un largo et cétera.
La expresión "cuando menos se piensa salta la liebre", empleada hoy hasta la saciedad para pedir atención al interlocutor frente a algo inminente, tiene también su origen en la caza.
Las denominaciones de Galgo y Lebrel se han asentado en la actualidad como verdaderos sinónimos; sin embargo, no siempre fue así, puesto que tenemos documentación que nos demuestra que el lebrel del siglo XIV poseía un tamaño medio, una cabeza bastante gruesa y alargada, la barriga voluminosa y unas ijadas poderosas. Así se desprende de la lectura del libro de la Caza de Gastón Phoebus. Con el paso del tiempo fue variando su morfología, al mismo tiempo que cada vez más a menudo se les denominaba lebrel o galgo indistintamente.
Aparentemente esta raza no sufre ninguna circunstancia especial en los siglos XVIII y XIX, manteniendo su vocación natural de perro rápido de caza. De hecho ha quedado un refrán de principios del XIX: "A los galgos del Rey no se les escapa la liebre", que se emplea para ironizar sobre los tramposos desde tiempos de Fernando VII, cuyas cacerías, se dice, estaban frecuentemente amañadas.
Sin embargo, a principios del siglo XX ocurre un mestizaje masivo de Galgo Español y Galgo Inglés, descendiente suyo y variedad de galgo más veloz. Esto se debe a la pretensión de conseguir animales más rápidos con los que competir en los canódromos, que hacían furor en Inglaterra y estuvieron muy de moda en la España de esa época. 
Esta circunstancia puso en peligro la pureza de la raza (considerada una raza pura, es decir, que no es el resultado del cruce, sino de la selección prolongada en el tiempo). Tras notables esfuerzos, se logró reconducir la raza a partir de los aún abundantes galgos españoles "puros" que seguían en manos de criadores y cazadores.
Pese a su antigüedad y relevancia, el Galgo Español fue reconocido bastante tarde por las asociaciones caninas, que por su origen principalmente anglosajón tienden a ver al Galgo Inglés como la referencia más destacable de este tipo de perros. Esta óptica debe matizarse considerándolo, sin embargo, un probable descendiente del Galgo Español.
Si a esto añadimos la conflictiva historia española del siglo XX, es comprensible que esta riquísima raza haya sido vista con cierta indiferencia por propios y ajenos. Sí puede pensarse, sin embargo, que esa situación va camino de arreglarse, ya que el Galgo Español ha emprendido el siglo XXI en el contexto de un aprecio cada vez mayor por su raza, y la España contemporánea es progresivamente más consciente del valor de este espléndido animal.

## Uso cinegético
En España, el galgo fue utilizado para la caza mayor en monterías y para la caza de la liebre en campo abierto, donde el perro caza la pieza sin la intervención del hombre tras una persecución. Este tipo de caza, que en la actualidad tiene carácter deportivo, en el pasado era un acto de prestigio social en el que la caza era un pretexto para demostrar quién era el poseedor del mejor ejemplar.
Debido a sus condiciones tan particulares, España es probablemente el país donde el galgo es utilizado en un mayor número de modalidades cinegéticas y deportivas.
El galgo de campo mueve en España anualmente del orden de sesenta millones de euros, cálculo que solo se refiere a una parte de los aficionados del país incluidos en sociedades galgueras. Esta pequeña parte de galgueros preparan al año entre tres mil y cuatro mil galgos con motivo de su participación en los distintos Campeonatos de Campo Abierto. Este tipo de pruebas, donde cada año se premia al ejemplar más característico.

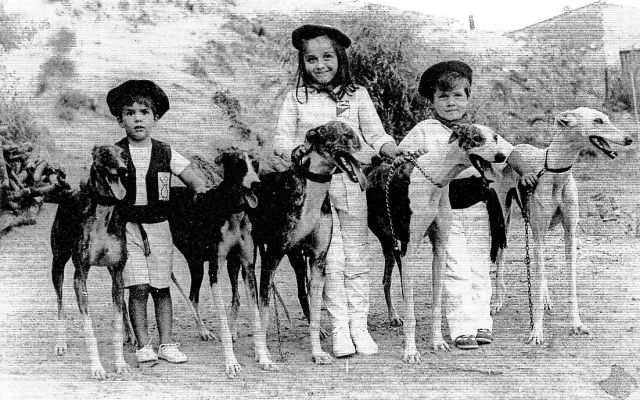
Galgos para carreras en La Rioja.

El mestizaje con el Galgo Inglés para conseguir animales más rápidos en carreras se ha detenido y erradicado por varios motivos:
Por una parte, esta actividad cinegética evoluciona a pasos agigantados para convertirse en un verdadero deporte, donde el hecho de matar la liebre es secundario en favor de la belleza de la carrera. El galgo híbrido pierde gran parte de dicha belleza, por lo que se valora cada vez más la pureza del Galgo Español.
De hecho, las circunstancias particulares dentro de la geografía tienen incidencia, y nunca un galgo que lleva corriendo generaciones en Andalucía tendrá las mismas características que otro que de igual forma lleva corriendo otras tantas generaciones en Castilla.
Así, en Andalucía y muchas partes de la Mancha impera la viña y el olivo, teniendo la liebre perdederos próximos. De igual manera al ser el clima benigno, contará a lo largo del año con comida abundante sin necesidad de recorrer grandes distancias. Adicionalmente se la molesta menos al encontrarse dentro de grandes fincas sin caminos vecinales. Todas estas cuestiones van a hacer que el galgo que impere en estas zonas sea más pequeño y su musculatura algo más corta y redondeada, es decir, mayor potencia en los cuartos traseros. Esto se debe a que debe ser un galgo que las llegue rápidamente y salga de los cortes con mayor facilidad. Menos pesado por la blandura del terreno donde pisa y en definitiva más rápido y menos resistente, aunque una propiedad no tiene por qué excluir a la otra.
En Castilla, donde prevalecen los grandes espacios, la liebre recorre grandes distancias en busca de alimento y su única defensa al estar sus perdederos alejados son sus patas y su corazón. En este tipo de terreno se va a imponer otro tipo de galgo, más duro de huellas, con mayor profundidad de pecho, de musculatura más larga y plana, en definitiva un galgo de mayor resistencia. Estos galgos al ser más pesados tendrán más alzada, y de hecho han sido los considerados más puros de cara a la estabilización de la raza.
Asimismo, fuera de España, concretamente en Chile (principalmente en la Zona Central), estos perros fueron usados en las competencias que se efectúan en Fiestas Patrias.

## Galgo como animal de compañía

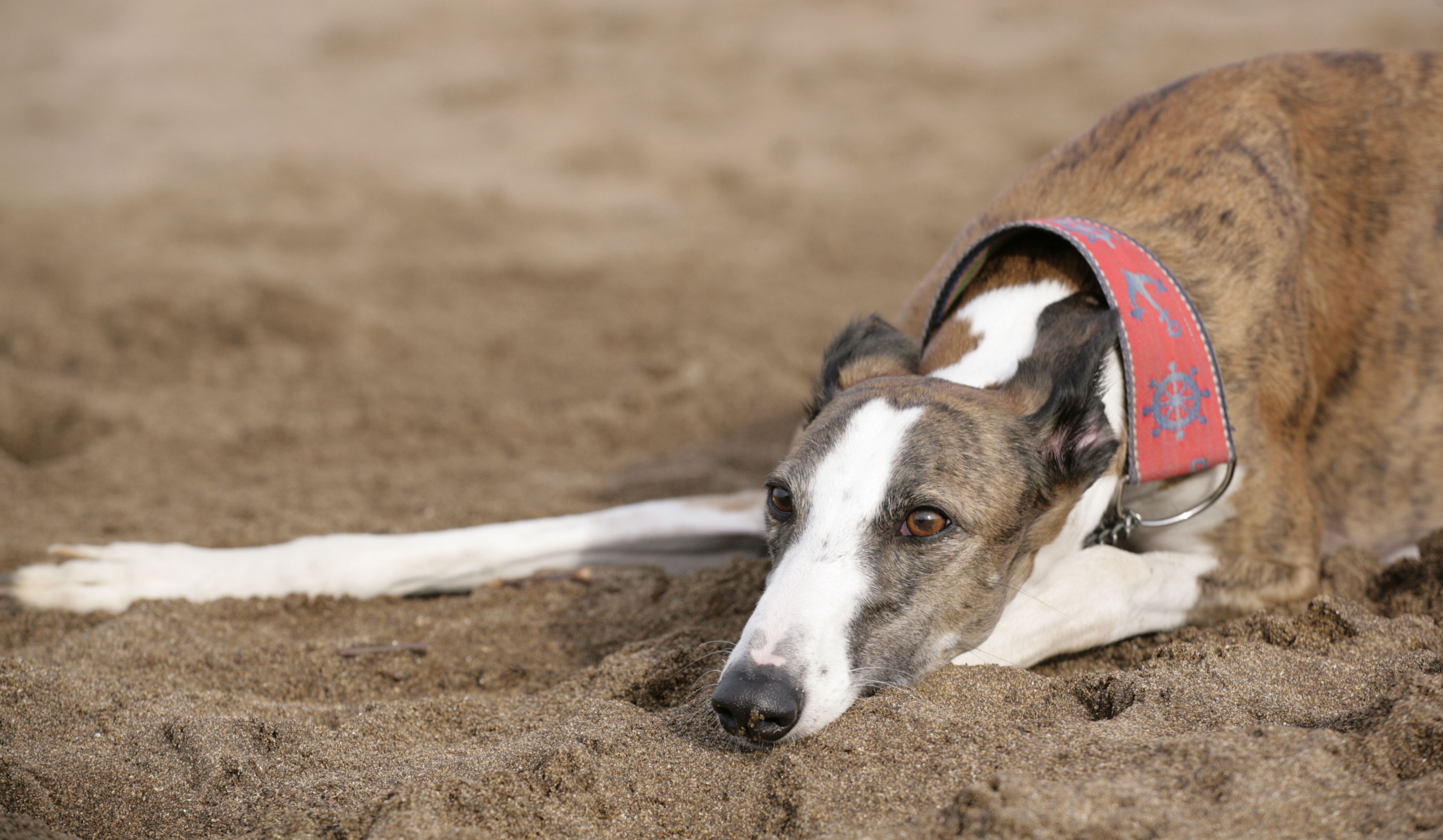
Galgo Español adoptado.

En los últimos años se ha hecho además más corriente el mantenimiento de galgos españoles como animales de compañía. Tienen la consolidada reputación de ser animales nobles, más bien tímidos y que se adaptan bien a la vida en una casa. Suele sorprender su frecuente tolerancia a compartir el espacio con otras mascotas como gatos, aunque los que han participado en cacerías pueden llegar a dar pequeños problemas con los gatos y las peleas entre estos se podrían llegar a convertir en diarias. Por otra parte, su actitud doméstica tiende a ser pasiva, durmiendo la mayor parte del tiempo, siempre y cuando se les permita un ejercicio regular, que suele consistir en correr con cierta frecuencia, o recorrer paseos, como cualquier otra raza. El galgo es un animal de gran belleza y temperamento dulce que empieza a ser apreciado y acogido en el mundo urbano.
Como a otras variedades de lebreles, la ligereza física y la genética depurada siglo a siglo ponen al Galgo Español a salvo de la displasia de cadera que es común en otros perros de la misma talla.
Muchos de esos galgos son animales que han sufrido tratos crueles y han sido abandonados al acabar las temporadas de caza. Los menos afortunados encuentran la muerte: los ahorcamientos, tirarlos a pozos o envenenarlos son métodos usados con frecuencia. De los galgos rescatados, muchos son adoptados fuera del país, aunque cada vez más son más apreciados dentro de España como animales de compañía. 
Numerosas organizaciones han empezado en la última década a concienciar sobre la situación y a rescatar galgos para ofrecerlos en adopción. Es común que se los esterilice con la intención de contener la población, ya que se estima que pueden existir unos 250.000 galgos en situación de abandono[cita requerida]. Paralelamente, asociaciones a favor de los derechos de los animales han pedido, sin éxito, que se prohíba la caza con galgos.

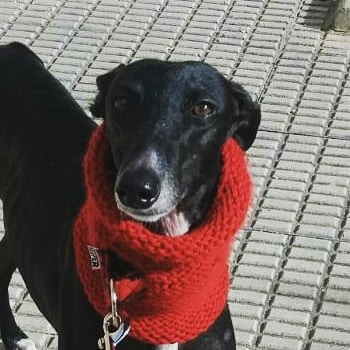
Galgo español hembra

Hay que ser positivos y activos para su cuidado. Es recomendable sacarlos tres veces al día, siendo como mínimo dos , las que lo tenemos que hacer, llevándolos a un sitio en el que puedan correr libremente sin correa.
Si en algún momento le notas con un poco de ansiedad también es buena idea proporcionarle algún juguete de adiestramiento para estimular su mente.
En invierno, hay que abrigarlos bien ya que no soportan las bajas temperaturas, si no le pones alguna ropa para perros, pasará frío.  Disponiendo de una oferta en el mercado desde camisetas para perros, como bufandas o impermeables para que no se mojen.
En octubre de 2011 un grupo de eurodiputados expresó en una carta al expresidente Rodríguez Zapatero su preocupación acerca de «la crueldad que se ejerce contra los galgos en España».